# Литературные листки (Ф. Булгарина)
Литературные листки — популярный русский литературный журнал первой половины XIX века.
Полное название — «Литературные листки, журнал нравов и словесности, издаваемый Ф. В. Булгариным» с эпиграфом из А. Тома «Le véritable honneur est d'être utile aux hommes» («Настоящая честь — быть полезным людям»). Основан в 1824 году в Санкт-Петербурге.
В апреле 1823 года Ф. В. Булгарин подал в Санкт-Петербургский цензурный комитет прошение: 

«Для освежения сухости „Северного архива“, заключающего в себе статьи, единственно до наук касающиеся, намерен я издавать в виде прибавлений к сему журналу „Литературные листки“, в которых помещаться будут:
- Проза. Замечания о нравах и обыкновениях, краткие нравственные изречения и повествования, грамматические изыскания, критики и проч.;
- Стихи. Легкие стихотворения, из коих решительно исключаются любовь и вино (то есть благородное чувство любви не подразумевается под сим выражением);
- Объявления о книгах, эстампах, нотах, литографиях;
- Известия о художниках и их произведениях, описание достопримечательных случаев и проч. „Литературные листки“ издаются без возвышения цены на „Северный архив“, число их и время выхода в свет не определяются».

Публиковался два раза в месяц (ч. I—IV, 24 номера). С 1825 года «Литературные листки» выходили при журнале «Северный архив». Постепенно сформировались основные рубрики журнала: 1. Проза; 2. Стихотворения; 3. Волшебный фонарь, или Разные известия. Редакционных сотрудников, кроме читавшего корректуру, осуществлявшего синтаксическую и грамматическую правку Н. И. Греча, не было.
В «Литературных листках» были опубликованы стихотворения А. С. Пушкина «На выпуск птички» (1823, ч. III), «Элегия» («Простишь ли мне ревнивые мечты») и «Нереида» (1824, ч. IV), К. Ф. Рылеева, А. Дельвига. К вольнолюбивым стихотворениям Булгарин давал реакционные примечания.
В разделе под заглавием Волшебный фонарь, или Разные известия, составителем которого был сам Булгарин, велась беспринципная полемика с другими журналами и альманахами. Булгарин не стеснялся прибегать к брани, не замечал противоречий в своих статьях. В издании «Литературных листков» принимали участие, кроме Булгарина, В. Н. Олин, В. И. Туманский, Б. М. Фёдоров, а также писатели-декабристы Ф. Н. Глинка, А. О. Корнилович, В. Ушаков, И. Бороздна и другие.
Ф. Булгарин, опираясь на западноевропейский опыт, ввёл в журнале новые жанры литературы: очерк нравов («Предрассудки, или Что в старь, то и ныне» (1824, ч. I, № III)), военный рассказ («Военная жизнь» (1824, ч. I, № I—II)), научную фантастику («Правдоподобные небылицы, или Странствование по свету в двадцать девятом веке» (1824, ч. III, № XVII—XVIII)), литературный фельетон («Литературные призраки» (1824, ч. III, № XVI)).
В 1823 году вышло 5 номеров. Выходил журнал около полутора лет. Издание быстро завоевало популярность среди разных слоёв читателей. Н. И. Греч писал, что 

«Литературными листками» Булгарин «попал в свою колею»: «Небольшие, вообще сатирические, картины нравов и исторические очерки понравились публике и поощрили его усердие. Занявшись лёгкой литературой, он оставил учёную, для которой не имел ни основательных познаний, ни особенного дарования. Я помогал ему усердно, особенно сглаживая слог, который отзывался полонизмами и галлицизмами»